# Calor de reacció
En termoquímica, la calor de reacció o entalpia de reacció és la quantitat d'energia en forma de calor absorbida o cedida per una reacció química.
Una reacció química consisteix en el trencament dels enllaços en les molècules dels reactius i la formació d'enllaços nous en les molècules dels productes. Les molècules dels reactius contenen energia en forma d'energia d'enllaç entre els seus àtoms o energia de vibració. Les molècules dels productes contenen també energia. En produir-se la reacció i convertir-se els reactius en productes, la diferència d'energia entre uns i altres s'intercanvia amb el medi. Aquest intercanvi es produeix habitualment en forma de calor, encara que pot fer-se també d'altres maneres (energia elèctrica o energia lluminosa, per exemple).
Normalment les reaccions químiques es realitzen a pressió constant, i s'acostuma a considerar que la temperatura es manté també constant. Per això, la calor de reacció s'anomena també entalpia de reacció i es representa per ∆H.
La calor de reacció fa referència habitualment a 1 mol de la substància més rellevant o que es pot considerar objectiu de la reacció, i és un valor característic de la reacció per a una pressió i temperatura determinades. S'acostuma a expressar en kJ·mol-1.

## Reaccions exotèrmiques

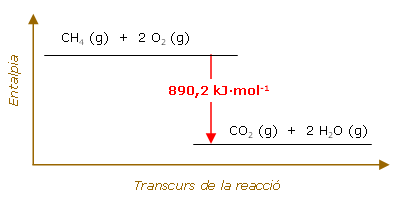
Reacció exotèrmica

Les reaccions exotèrmiques són aquelles que van acompanyades per un despreniment d'energia en forma de calor.
Per exemple, l'equació termoquímica de combustió del metà és:
CH₄(g) + 2 O₂(g) {\displaystyle \rightarrow } CO₂(g) + 2 H₂O(g)       ∆H = - 890,2 kJ·mol-1
El signe negatiu de la calor de reacció indica que per cada mol de metà que reacciona es desprenen 890,2 kJ d'energia en forma de calor.

## Reaccions endotèrmiques

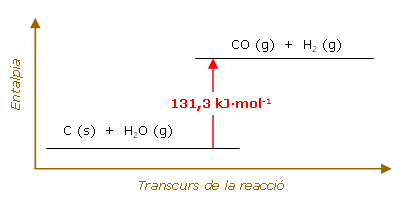
Reacció endotèrmica

Les reaccions endotèrmiques són aquelles que van acompanyades per l'absorció d'energia en forma de calor.
Per exemple, l'equació termoquímica corresponent a la reacció entre el carboni roent i el vapor d'aigua és:
C(s) + H₂O(g) {\displaystyle \rightarrow } CO(g) + H₂(g)       ∆H = 131,3 kJ·mol-1
El signe positiu de la calor de reacció indica que per cada mol de carboni que reacciona s'absorbeixen 131,3 kJ d'energia en forma de calor.

## Entalpia estàndard de reacció
Les variacions d'entalpia que es produeixen en una reacció química depenen de les condicions de pressió i de temperatura. Per tant, és convenient expressar les entalpies de reacció en unes condicions estàndard, establertes per acord internacional i que siguin fàcilment reproduïbles en qualsevol laboratori.
L'estat estàndard d'una substància és la seva forma pura a la pressió d'1 bar ({\displaystyle 10^{5}} Pa). Així, per exemple, l'estat estàndard de l'aigua líquida a una determinada temperatura és aigua pura a aquesta temperatura i a 1 bar de pressió.
Una entalpia de reacció basada en estats estàndard s'anomena entalpia estàndard de reacció i es representa ∆Hº. L'entalpia estàndard de reacció és l'entalpia de reacció mesurada quan els reactius en els seus estats estàndard es transformen en els productes en els seus estats estàndard. Les entalpies estàndard de reacció poden referir-se a qualsevol temperatura, però normalment els valors es donen a 25 °C (298,15 K) com a temperatura de referència.
Així, per exemple, l'entalpia estàndard de reacció per a la combustió del metà és el canvi d'entalpia que té lloc quan el gas metà pur i el gas oxigen pur, tots dos a la pressió d'1 bar, reaccionen per formar diòxid de carboni pur i aigua pura, també a la pressió d'1 bar.
CH₄(g) + 2 O₂(g) {\displaystyle \rightarrow } CO₂(g) + 2 H₂O(g)       ∆Hº = - 890,2 kJ·mol-1